# الرقيب يورك (فلم)
الرقيب يورك (بالإنجليزية: Sergeant York) هو فيلم سيرة ذاتية تم إنتاجه في الولايات المتحدة وصدر في سنة 1941.

## طاقم التمثيل
- غاري كوبر
- والتر برينان

### ترشيحات وجوائز
| السنة | الحدث | الفئة            | النتيجة |
| ----- | ----- | ---------------- | ------- |
|       |       | أوسكار أحسن ممثل | فوز     |

## الميزانية والإيرادات
بلغت تكلفة إنتاج الفيلم حوالي 1.4 مليون دولار بينما حقق أرباحا تقدر بـ 16,361,885 دولار.

## وصلات خارجية
- مقالات تستعمل روابط فنية بلا صلة مع ويكي بيانات